# Schleicher ASG 32
Die Schleicher ASG 32 ist ein doppelsitziges Segelflugzeug des deutschen Herstellers Alexander Schleicher für die FAI-Doppelsitzerklasse.

## Geschichte
Das Projekt ASG 32 wurde der Öffentlichkeit im April 2013 im Rahmen der Messe AERO 2013 in Friedrichshafen vorgestellt. Ausgestellt war lediglich der Rumpf des Prototyps mit dem Kennzeichen D-KBAS.
Der Erstflug des Segelflugzeugs fand am 31. Mai 2014 durch dessen Konstrukteur Michael Greiner und Peter Kremer statt. Die Musterzulassung nach EASA CS-22 erfolgte am 11. Februar 2016.

## Konstruktion
Die ASG 32 hat eine vierteilige Tragfläche mit 20 Metern Spannweite. Sie besitzt Wölbklappen sowie doppelstöckige Oberseitenbremsklappen. Der Rumpf wurde von der ASH 30 übernommen. Die Mindestzuladung beträgt 70 kg. Das Hauptrad ist einfahrbar, das lenkbare Spornrad kann einklappbar bestellt werden.
Alle ASG 32-Versionen sind durch einen Motorkasten für nachträglichen Triebwerkseinbau vorbereitet. Neben der Variante als Segelflugzeug ist sie als selbststartende ASG 32 Mi und mit Elektro-Turbo als ASG 32 El erhältlich.

## Nutzung
Auf der Segelflug-Weltmeisterschaft 2014 belegte der Prototyp den 3. Platz. Auf einem anschließenden Wettbewerb zur Qualifikation zur Deutschen Meisterschaft 2015 belegte Hermann Leucker den 2. Platz. Im Mai 2015 folgte beim 23. International Gliding Cup auf dem Flugplatz Klix der erste Sieg mit der ASG 32 durch das Team Paul Anklam/Karsten Leucker. Im Juni 2015 wurde Serena Triebel mit ihrem Vater Claus Triebel als Mitflieger deutsche Meisterin in der 20-m-Doppelsitzerklasse auf einer ASG 32.

## Technische Daten
| Kenngröße                | ASG 32          | ASG 32 Mi                                                  |
| ------------------------ | --------------- | ---------------------------------------------------------- |
| Besatzung                | 2               | 2                                                          |
| Länge                    | 9,07 m          | 9,07 m                                                     |
| Spannweite               | 20 m            | 20 m                                                       |
| Spannweite Höhenleitwerk | 3,25 m          | 3,25 m                                                     |
| Höhe                     | 1,84 m          | 1,84 m                                                     |
| Flügelfläche             | 15,7 m²         | 15,7 m²                                                    |
| Flügelstreckung          | 25,47           | 25,47                                                      |
| Gleitzahl                | 52              | ?                                                          |
| Geringstes Sinken        | 0,6 m/s         | ?                                                          |
| Leermasse                | 465 kg          | 545 kg                                                     |
| max. Startmasse          | 850 kg          | 850 kg                                                     |
| Flächenbelastung         | 33,8–54,1 kg/m² | 39,2–54,1 kg/m²                                            |
| Höchstgeschwindigkeit    | 270 km/h        | 270 km/h                                                   |
| Triebwerk                | –               | IAE 50R-AA, 41 kW (56 PS) Austro Engines: Wankel-Triebwerk |